# Åke Sjögren (militär)
Åke Elof Emil Sjögren, född 6 januari 1933 i Stora Skedvi, Kopparbergs län, död 9 september 2000 i Viksjö, Stockholms län, var en svensk officer i Flygvapnet.

## Biografi
Sjögren blev fänrik i Flygvapnet 1956. Han befordrades till löjtnant 1958, till kapten 1964, till major 1970, till överstelöjtnant 1972, till överste 1978, och till överste av 1:a graden 1981.
Sjögren inledde sin militära karriär 1956 som flygare vid Blekinge flygflottilj (F 17). Åren 1966–1970 tjänstgjorde han vid Flygsäkerhetsavdelningen vid Flygstaben. Åren 1970–1975 tjänstgjorde han vid Hälsinge flygflottilj (F 15). Åren 1975–1978 återkom han till Flygsäkerhetsavdelningen, då som chef för avdelningen. Åren 1978–1981 var han flottiljchef för Hälsinge flygflottilj (F 15). Åren 1981–1987 var han chef för Flygsäkerhetsinspektionen vid Flygstaben. Åren 1987–1990 var han stabschef vid Första flygeskadern (E 1). Sjögren lämnade Flygvapnet 1991. Han är gravsatt i minneslunden på Galärvarvskyrkogården i Stockholm.